# Markús Máni Michaelsson Maute
Markús Máni Michaelsson Maute (* 17. Juni 1981 in Berlin) ist ein 1,91 m großer ehemaliger isländischer Handballspieler.
Markús Máni Michaelsson Maute, der zuletzt für den isländischen Club Valur Reykjavík (Rückennummer 8) spielte und für die isländische Nationalmannschaft (Rückennummer 8) auflief, wurde in der Regel im linken Rückraum eingesetzt.
Markús Michaelsson wurde zwar in Berlin geboren, seine Handballkarriere begann er aber auf Island bei Valur Reykjavík. Nach zwei Vizemeisterschaften wechselte er 2004 zur HSG Düsseldorf in die deutsche Handball-Bundesliga. Nach anfänglich guten Leistungen zog er sich im Spiel gegen den TBV Lemgo einen Innenbandriss im rechten Knie zu und fand daraufhin seine alte Form nicht wieder. 2006 kehrte er zurück zu seinem alten Verein Valur Reykjavík, wo er Kapitän war und 2007 die isländische Meisterschaft gewann. Mit dem Pokalhalbfinale der Saison 2010/11 bestritt er für Valur sein letztes Spiel seiner Karriere.
Markús Michaelsson hat 50 Länderspiele für die isländische Nationalmannschaft bestritten. Aufgrund seines Innenbandrisses verpasste er die Handball-Europameisterschaft 2006 in der Schweiz, an der Handball-Weltmeisterschaft der Herren 2007 in Deutschland nahm er dagegen – übrigens als einziger Nicht-Profi im isländischen Team – teil und belegte am Ende den 8. Platz.